# جوردي سالبادور
جوردي سالبادور هو عالم إنسان ونقابي وسياسي إسباني، ولد في 23 يوليو 1964 في طركونة في إسبانيا. نشط حزبياً في اليسار الجمهوري لكتالونيا.

## مناصب
- في انتخابات مجلس النواب الإسباني في نوفمبر 2019 ‏، انتخب عضو مجلس النواب الإسباني  [لغات أخرى]‏ عن دائرة Tarragona (Congress of Deputies constituency) [الإنجليزية]‏ لترشحه ضمن قائمة يسار كتالونيا الجمهوري - السيادة [الإنجليزية]‏، وقد انضم خلال فترته النيابية [الإنجليزية]‏ (3 ديسمبر 2019 – ) للكتلة البرلمانية Republican Parliamentary Group ‏.
- في انتخابات مجلس النواب الإسباني 2019 ‏، انتخب عضو مجلس النواب الإسباني  [لغات أخرى]‏ عن دائرة Tarragona (Congress of Deputies constituency) [الإنجليزية]‏ وقد انضم خلال فترته النيابية [الإنجليزية]‏ (20 مايو 2019 – ) للكتلة البرلمانية Republican Parliamentary Group ‏.
- في الانتخابات العامة الإسبانية 2016 [الإنجليزية]‏، انتخب عضو مجلس النواب الإسباني  [لغات أخرى]‏ عن دائرة Tarragona (Congress of Deputies constituency) [الإنجليزية]‏ خلال فترته النيابية  [لغات أخرى]‏ (18 يوليو 2016 – ).
- في الانتخابات العامة الإسبانية 2015 [الإنجليزية]‏، انتخب عضو مجلس النواب الإسباني  [لغات أخرى]‏ عن دائرة Tarragona (Congress of Deputies constituency) [الإنجليزية]‏ خلال فترته النيابية  [لغات أخرى]‏ (12 يناير 2016 – 3 مايو 2016).